# 月刊アフタヌーン
『月刊アフタヌーン』（げっかんアフタヌーン）は、講談社が発行する日本の月刊青年漫画雑誌。1986年創刊。毎月25日発売。略称は「アフタヌーン」など。

## 概要
発売日は毎月25日。創刊は1986年12月25日発売1987年2月号。兄弟誌の『モーニング』の二軍のような存在としてスタートした。漫画家の育成のため、創刊時より四季賞を主催する。
看板作家であった藤島康介以外はほとんど無名の新人作家の作品を掲載したため、次第に質より量という誌面構成が強調された。1992年には1000ページを突破し、1997年のリニューアル号まで常時1000ページ台を維持、それまで最厚だった『月刊コロコロコミック』を上回る誌面の厚さを誇っていた。その際に岩明均による『寄生獣』がヒットし看板漫画の一つになる。
2003年からは、当時人気を得ていた『ああっ女神さまっ』のファンサービスの一環として、海洋堂とタイアップしたフィギュアや、オリジナルDVDソフトなどの豪華付録を付ける路線も模索した。
2004年頃から講談社の他誌で掲載されていた作品をそっくり移転させるなど、購買層拡大に向けさまざまな実験的な試みを行っている。これには、週刊少年マガジンで連載していた『ヴィンランド・サガ』などが挙げられる。

## 年表
- 1986年 - 12月25日創刊（1987年2月号）。当時は中綴じの薄い雑誌であった。
- 1987年 - この年の8月号から翌年の6月号まで表紙イラストが連載作品から、当時『リリックス』を連載していた森雅之によるオリジナル作品となる。
- 1988年 - 『ああっ女神さまっ』連載開始（11月号 - 2014年6月号）。
- 1989年 - 『寄生獣』連載開始（1990年1月号 - 1995年2月号）。
- 1990年 - この年の2月号から8月号まで表紙イラストが連載作品から、イラストレーターの若泉さな絵による作品[2]となる。
- 1991年 - 平綴じとなる（1992年2月号）。まだ500ページに満たない時点で誌上にて「1000ページ越え」することを宣言。
- 1992年 - 1000ページ突破（1993年2月号）。以後4年半の間1000ページを維持する。
- 1994年 - 雑誌ロゴが筆文字に（8月号）。四季賞が現在の体制（ページ数無制限、うえやまとちら4人の審査員持ち回り）となる（9月号）。
- 1996年 - 創刊10周年を記念し『大合作』を制作（1997年2月号掲載）。
- 1997年 - 雑誌デザインをリニューアル（10月号）。ページ数も以後800-900ページ台になる。
- 1999年 - 『アフタヌーンシーズン増刊』を発刊（2002年休刊、全14号）。
- 2001年 - メディアミックス作品の掲載が始まる（『アベノ橋魔法☆商店街』9月号 - 2003年4月号）。
- 2003年 - 付録がつき始める。第1回「アフタヌーンKCまつり」（作家サイン会などの書店フェア）開催、以後毎年の恒例となる。
- 2005年 - 過去の四季賞入賞作品48本を収録した『アフタヌーン四季賞CHRONICLE』を制作（受注生産）。
- 2006年 - それまで本誌に掲載されていた四季賞入賞作品が付録冊子（「アフタヌーン四季賞PORTABLE」）に収録されるようになる（4月号）。創刊20周年を記念し、作家64名の色紙イラストを収録した小冊子（2007年2月号）や永井豪の描きおろし短編6本を収録した小冊子「豪ちゃんマガジン」（2007年3月号）が付録としてつけられた。
- 2007年 - リニューアル後初めて1000ページを突破（8月号）以後1000ページを維持。
- 2008年 - 『good!アフタヌーン』を隔月刊で発刊。
- 2012年 - 『good!アフタヌーン』月刊化。
- 2013年 - 11月25日発売の2014年1月号よりAmazonにて電子Kindle版を同時配信。
- 2014年 - 10月25日発売予定だった12月号が付録の不具合を理由として10月31日へ発売延期（付録は付かない）[3]。この号のみ、『別冊フレンド』（2014年11月号）増刊として扱われる。
- 2017年 - 四季賞秋のコンテストから、大賞まで佳作まで全ての受賞作を1週1作品ずつモアイにて公開[4]。
- 2021年 - 本誌編集部運営のWebマンガサイト「&Sofa」が11月22日より開始[5]。オリジナルの漫画やコラムが掲載される[5]。
- 2023年 - 8月号でKAT-TUNの中丸雄一が漫画家デビューを果たし、20数年ぶりに雑誌に重版がかかる[6]。
- 2024年 - 能登半島地震の義援金として、高松美咲とともに石川県に1000万円を寄付[7]。
- 2024年5月30日 - 公式オンラインストアオープン[8][9]

## 掲載作品一覧
太字は連載中の作品を示す（2025年7月25日現在）

### 1980年代 -
1987年-
- 幸福大通り（内山まもる/水谷龍二）2月号 ※『モーニング』より移籍
- Let it be!（たかもちげん）2月号 - 11号 ※『モーニングマグナム増刊』より移籍
- 失礼しまっす!（ヒロナカヤスシ/金山吉龍）2月号 - 4月号 ※『モーニングマグナム増刊』より移籍
- 田舎刑事（湯浅ひとし）2月号-1989年5月号 ※『モーニングマグナム増刊』より移籍
- 冒険!ヴィクトリア号!!（田中政志）2月号 - 11月号 ※『モーニングオープン増刊』より移籍
- ASUMI（三浦みつる）2月号-12月号 ※『モーニングマグナム増刊』より移籍
- 開運セールスマン杉山等くん（倉田よしみ）3月号 - 7月号 ※『モーニングマグナム増刊』より移籍
- なって頂戴大物に!（畠山耕太郎）2月号 - 1988年5月号 ※『モーニングマグナム増刊』より移籍
- カンタリス（三山のぼる）2月号-7月号 ※『モーニングマグナム増刊』より移籍
- どろくれもん（村尾ただよし）2月号-6月号 ※『モーニングマグナム増刊』より移籍
- あの娘はインディアン・ペッパー!（工藤信介）2月号 - 4月号 ※『モーニングマグナム増刊』より移籍
- マハラジャ日和（ユズキカズ）2月号 - 1988年5月号
- リリックス（森雅之）2月号 - 1989年5月号
- イシュメル=地球氷解事紀=（谷口ジロー） 3月号 - 1988年1月号 ※『モーニング』へ移籍
- 僕はムコ養子（夢野一子）5月号 - 1993年8月号
- LET IT ROLL（上條淳士）5月号 - 9月号
- 戦湯地帯（岩本義行）6月号 - 9月号
- TAXIドライバー（遊人/原案・梁石日）7月号 - 1988年4月号
- 兎〜うさぎ〜（高口里純）8月号 - 1988年8月号
- ぶたいぬ（さだやす圭）9月号 - 1988年4月号 ※『モーニングマグナム増刊』より移籍
- これから（倉田よしみ）10月号 - 1988年1月号
- おっ! 奥田くんだいじょうぶ（中田博雄）11月号-1989年1月号
- Poco Poco（獅子刀夕凪）12月号-1988年5月号

1988年-
- 天晴れ、桜田!（井浦秀夫）2月号 - 1990年4月号
- がんばれ! アニマルズ（滝直毅/小原英治）5月号 - 1989年1月号
- ホームタウン（小池利春）5月号 - 8月号
- momo太郎（内山まもる/ヒロナカヤスシ）5月号 - 1990年5月号
- つれづれなるがパンク（末田雄一郎）7月号 - 1989年3月号
- 東京不動産キッズ（杉本成三/上鹿渡健二）7月号 - 1989年3月号
- 永ちゃん（土田世紀）8月号 - 1989年5月号
- バサラ（舟崎克彦/くさのあきひろ）9月号 - 1989年6月号
- Golden Sports Times（クリタキョウ/モリトシアキ）10月号 - 1990年2月号
- ああっ女神さまっ（藤島康介）11月号 - 2014年6月号
- レンタル（山口芳宣）12月号 - 1989年5月号

1989年-
- 空を斬る（三田紀房）1月号 - 6月号
- SWEET DREAMS（山田玲司）2月号 - 7月号
- 車輪（どんいさな）3月号 - 11月号
- 無限館よ永遠に（前川つかさ）4月号 - 1990年1月号
- タックルBEAT（土田世紀）6月号 - 1990年1月号
- キャプテンアリス（岩尾奈美恵）6月号 - 1990年10月号
- 考える侍（山田芳裕）6月号 - 1990年6月号
- 天下御免なさい!（末田雄一郎）6月号 - 7月号
- 抱きしめてよ秀次郎（畠山耕太郎）7月号 - 11月号
- FLASH（田中政志）7月号 - 1990年10月号
- スエダ大学（末田雄一郎）8月号 - 1990年2月号
- ひよこさんチーム!（うごのみか）8月号 - 1990年4月号
- 8月の光（新井英樹）9月号 - 1990年7月号
- LIZA（かきざき和美）12月号 - 1991年4月号

### 1990年代 -
1990年-
- 寄生獣（岩明均）1月号 - 1995年2月号 ※『モーニングオープン増刊』より移籍
- Spirit of Wonder（鶴田謙二）1月号 - 1995年1月号 ※『モーニング』より移籍、シリーズ連載
- MONSTERLAND（F.ANDERSONJr.）1月号 - 4月号
- 我が家のささえ（田中誠）2月号 - 1993年9月号
- Pika☆Pika☆（中野きゆ美）2月号 - 10月号
- フレックスタイム（中山昌亮）2月号 - 8月号 ※1990年2月号のみ作品名「ランチタイム」。
- OLサンダー（電光石火轟）3月号 - 1991年2月号
- コンパイラ（麻宮騎亜）5月号 - 1992年10月号
- GAIN （GONTA）5月号 - 7月号
- サ・ッ・ポ・ロ・関・節・キ・ッ・ズ（光国福洋）7月号 - -1991年3月号
- HEAVEN（GONTA）8月号 - 1992年3月号
- 侍大冒険（田中政志）11月号 - 1991年5月号
- パニックキッス（岩尾奈美恵）12月号 - 1991年7月号

1991年-
- GUN SMITH CATS（園田健一）2月号 - 1997年6月号
- のぼるくんたち（いがらしみきお）3月号 - 1993年9月号
- 虚構体質（南哲秋）3月号 - 11月号
- 龍子（かきざき和美）6月号 - 12月号
- モダンストーリー（未浩）6月号 - 11月号
- 知的ボクサー（田口雅之）8月号 - 1992年1月号 ※作品名の「的」は○の中に的。
- 夜の筋肉（藤嵜ヒトシ）8月号 - 12月号

1992年 - 
- 深く美しきアジア（鄭問）2月号 - 1994年8月号
- ディスコミュニケーション（植芝理一）2月号 - 2000年11月号
- パラダイスレディー（かきざき和美）2月号 - 1993年1月号
- SINGLE ACTION ARMY（ヒロモト森一）2月号 - 1993年1月号
- 眉白町（椎名品夫）2月号 - 9月号
- ドクトル・ノンベ（中原とほる）2月号 - 1993年12月号 ※『モーニング』より移籍、シリーズ連載
- ブルーミント・ホテル（小田浩志）3月号 - 1994年1月号 ※1992年7月号までのタイトルは「見知らぬ不思議」。
- 地獄の家（GONTA） 4月号 - 1994年5月号
- 人生の方程式（デニス・イー/外藤冲也） 4月号 - 1993年1月号
- ヘルマドンナ（原口清志）5月号 - 12月号 ※『モーニングパーティ増刊』より移籍
- ワッハマン（あさりよしとお）5月号 - 1999年4月号 ※『モーニングパーティ増刊』より移籍
- よしえサン（須賀原洋行）5月号 - 2000年7月号 ※『モーニングパーティ増刊』より移籍
- なにわ慕情（岡直裕）5月号 - 1994年2月号 ※『モーニングパーティ増刊』より移籍
- スズキ（安井雄一）5月号 - 2003年3月号 ※『モーニングパーティ増刊』より移籍
- BiO-MANGA（梅緒安土）5月号 - 1993年2月号
- 岸和田博士の科学的愛情（トニーたけざき）6月号 - 1998年8月号 ※『モーニングパーティ増刊』より移籍
- バイキッズ!（神塚ときお）6月号 - 1993年4月号 ※『モーニングパーティ増刊』より移籍
- チャイニーズエンゼルカンパニー（たかもちげん）6月号 - 11月号
- 嗚呼!祐天寺家（亜月裕）7月号 - 1993年7月号 ※『モーニングパーティ増刊』より移籍、その後『モーニング』へ移籍
- ウィングハーフ（岩尾奈美恵）8月号 - 1993年9月号
- コアラのアラコ（重久享子）9月号 - 1993年1月号
- 天水（花輪和一）10月号 - 1994年11月号
- プギ・ポンマリ（ノモトユウ）10月号 - 1997年8月号
- デカさん（ハセキョウゾウ）10月号 - 1993年4月号
- 地雷震（髙橋ツトム）11月号 - 2000年1月号 ※毎号連載化は1994年2月号から
- アセンブラ0X（麻宮騎亜）12月号 - 1995年8月号
- カニロボの気持ち（アンソニー・ゼアハット）12月号 - 1993年8月号
- 土を喰らう（向中野義雄）12月号 - 1993年10月号

1993年-
- れっどまん（柴田芳樹）1月号 - 7月号
- 拡散（小田ひで次）1月号 - 1998年3月号 ※シリーズ連載
- 弁慶（ヒロモト森一）2月号 - 7月号
- ツヨシもっとしっかりしなさい（永松潔）2月号 - 1994年11月号
- 鍍乱綺羅威挫婀（トランキライザア）（澤田賢二）2月号 - 1994年6月号
- スモールマンビッグマウス（楠岡大悟）2月号 - 7月号 ※シリーズ連載（3回）
- Kabelシリーズ（ベネイト）2月号 - 1996年4月号 ※シリーズ連載
- H.I.L.D.ジェレミィ（菊池賢二）2月号 - 1996年3月号 ※シリーズ連載
- 午後3時の魔法（垣野内成美）3月号 - 1999年3月号 ※シリーズ連載
- PO+GO（モレノ）3月号 - 1994年6月号 ※シリーズ連載
- 酒場ミモザ（とだともこ）4月号 - 1996年11月号
- ガリア日記（井上宣）4月号 - 10月号
- 神の腕（ブロカル・レモイ）6月号 - 1994年3月号
- 妖精事件（高河ゆん）6月号 - 1999年9月号
- ラブマシンガンズ （ハセキョウゾウ）6月号 - 9月号
- あっかんべェ一休（坂口尚）7月号 - 1996年1月号
- パーティジョ〜ク（宮本涼子）7月号 - 1997年9月号
- ぼくはおとうと（小原愼司）8月号 - 1994年9月号 ※シリーズ連載
- 無限の住人（沙村広明）8月号 - 2013年2月号
- 空になる青（秋山晟）8月号 - 1996年6月 ※シリーズ連載（4回）
- ラ・ムッシュ（ルイス）8月号 - 1994年2月号
- 高密度タコ漫画（栗川アキコ）8月号 - 1996年7月号
- ドミネーター（トニー・ルーク/アラン・グラント）9月号 - 1994年7月号
- ラウドの怪人（イワフチヤスナリ）9月号 - 1994年4月号
- BOX（田中流星）9月号 - 1996年9月号 ※シリーズ連載
- いろけ食堂（林一徳）9月号 - 1995年9月号
- ぐるぐる（森田福助）9月号 - 1997年3月号
- 小さな巨人（バロン吉元）10月号 - 1995年4月号
- ブルーガーデン（あびゅうきょ）10月号 - 1994年7月号
- JUNK（戸井十月/土光てつみ）11月号 - 1994年7月号
- セラフィック・フェザー（森本洋/武田俊也/うたたねひろゆき）11月号 - 2008年8月号

1994年-
- 警察署長ミリアム（こうや鷹彦）1月号 - 1995年12月号
- キバクロウ（雨宮慶太）1月号 - 1995年7月号
- 下劣天国（中森一郎）1月号 - 1995年2月号
- 勇午（赤名修/真刈信二）2月号 - 2004年8月号 ※『イブニング』へ移籍
- ワイズマン（外薗昌也）3月号 - 1995年9月号
- やす子の太陽（山浦章）4月号 - 1998年10月号
- ガーディアン・エンジェル（ナンシー）4月号 - 8月号
- A.A.LADY（的場健/デニス・フランシス）5月号 - 9月号
- そんな奴ァいねぇ!!（駒井悠）6月号 - 2009年12月号 ※コーナー扱いであった『駒っ旅』は独立して2011年11月号まで連載継続。
- はなしっぱなし（五十嵐大介）7月号 - 1996年8月号
- AQUA（都築和彦）8月号 - 1995年5月号
- エンブリヲ（小川幸辰）8月号 - 1996年1月号
- 要塞学園（ヒロモト森一/鳴海丈）9月号 - 1997年7月号
- 反町くんには彼女がいない（有川祐） 9月号 - 1998年7月号
- ヨコハマ買い出し紀行（芦奈野ひとし）9月号 - 2006年4月号
- げ〜術劇場（げ〜ださとし）9月号 - 1999年1月号
- 大日本天狗党絵詞（黒田硫黄）10月号 - 1997年1月号
- 空想の大きさ（ジョン・J・ミュース/ジョン・クラモト）10月号 - 1997年8月号

1995年-
- いんちき（成人功）2月号 - 1999年3月号
- ドラゴン・ウォー（エスピノ）3月号 - 10月号
- ブルー・ワールド（星野之宣）4月号 - 1997年10月号
- 網吉劇場（亀谷一本）4月号 - 1996年3月号 ※シリーズ連載
- カームブレイカー（岩瀬昌嗣）5月号 - 1998年8月号
- Ω（オメガ）（松森正/井上敏樹）6月号 - 1997年9月号
- 龍吟鳳鳴（李載學）7月号 - 1996年8月号
- M-Stage（MON-MON）7月号 - 12月号
- アジアでごはん（トオジョオミホ）8月号 - 1996年11月号
- スカタン野郎（北道正幸）9月号 - 1997年4月号
- 二軍（ファーム）昆虫記（森徒利）10月号 - 1999年5月号
- THE FISHBONE（大山玲）12月号 - 1997年8月号

1996年-
- 歯男（度魯）2月号-9月号
- WHOO?!（都築和彦）3月号 - 1997年7月号
- 我らの流儀（大武ユキ）3月号 - 1997年9月号
- 死鬼導凱歌（矢荻貴子/はままさのり）4月号 - 1997年9月号
- GENOMES（ジェノムズ）（荒巻圭子）6月号 - 1997年5月号
- 犬神（外薗昌也）9月号 - 2002年10月号
- 菫画報（小原愼司）10月号 - 1999年6月号
- ハヤ子サケ道をいく（玉川敏秀）11月号 - 1997年8月号
- 幻蔵人形鬼話（高田裕三）10月号 - 2004年6月号 ※当初は不定期連載、2002年7月号より毎号連載
- 栄光館殺人事件（小川幸辰/青木吾郎）12月号 - -1997年1月号

1997年-
- ファミレス隊（りえ太郎）1月号 - 11月号
- BLAME!（弐瓶勉）3月号 - 2003年9月号
- 仮面天使（若菜将平）4月号 - 2000年2月号
- 新 首代引受人（平田弘史）4月号 - 2001年5月号 ※シリーズ連載
- 神・風（士貴智志）5月号 - 2003年3月号
- スカタン天国（パラダイス）（北道正幸）5月号 - 1999年9月号
- 越後荒川堂夜話（石坂和道）6月号 - 2000年7月号 ※シリーズ連載
- ヨガのプリンセス プリティーヨーガ（稲留正義）6月号 - 1998年5月号
- ヴァンデミエールの翼（鬼頭莫宏）6月号 - 1998年1月号 ※シリーズ連載
- 孤島館殺人事件（小川幸辰/青木吾郎）8 - 10月号
- 砲神エグザクソン（園田健一）10月号 - 2004年7月号
- G組のG（欄外）（真右衛門）10月号 - 1999年3月号
- ヒメ HIME（赤井孝美）10月号 - 1998年7月号 ※シリーズ連載
- EDEN 〜It's an Endless World!〜（遠藤浩輝）11月号 - 2008年8月号
- 四年生（木尾士目）12月号 - 1998年5月号
- ガナパの手（雨宮慶太）12月号 - 1999年5月号

1998年-
- 愛天明王物語（見田竜介）1月号 - 1999年6月号
- なるたる（鬼頭莫宏）5月号 - 2003年12月号
- 五年生（木尾士目）7月号 - 2001年1月号
- 電夢時空2 RUNNER（高山和雅）9月号 - 1999年4月号
- 風林火嶄（小川雅史）10月号 - 2001年2月号
- なぁゲームをやろうじゃないか!!（桜玉吉）11月号 - 2002年2月号

1999年-
- G組のG（真右衛門）1999年4月号 - 2005年10月号
- ニライカナイ（岡田芽武）5月号 - 2003年1月号
- フォワード（近藤和久）5月号 - 8月号
- 宇宙家族カールビンソン（あさりよしとお）6月号 - 2000年3月号
- ハトのおよめさん（ハグキ）9月号 - 2012年12月号
- 暁の息子（樹なつみ）10月号 - 2000年2月号
- 黄色い本（高野文子）10月号 ※読みきり
- 女禍JOKER（大西巷一）11月号 - 2002年2月号
- 神戸在住（木村紺）11月号 - 2006年5月号

### 2000年代 -
2000年-
- のぶみのえほん（のぶみ）1月号 - -2001年1月号
- クーの世界（小田ひで次）1月号 - 2001年1月号 ※2000年9月号からはタイトルが「クーの世界2」に変更。
- ぽちょむきん（北道正幸）2月号 - 2002年12月号
- 家族のそれから（ひぐちアサ）2月号 - 5月号
- ミルククローゼット（富沢ひとし）3月号 - 2001年10月号
- イハーブの生活（小路啓之）4月号 - 2002年3月号
- スマグラー（真鍋昌平）5月号 - 8月号
- ANGEL DOLL（都築和彦）8月号 - 10月号
- 女神調書（小原愼司）9月号 - 12月号
- 天の回廊（秋山晟）10月号 - 2001年10月号
- 茄子（黒田硫黄）11月号 - 2002年10月号

2001年-
- 細腕三畳紀（あさりよしとお）1月号 - 10月号
- ヤサシイワタシ（ひぐちアサ）1月号 - 2002年2月号
- SPACE PINCHY（トニーたけざき）2月号 - 2002年9月号
- 夢使い（植芝理一）3月号 - 2004年2月号
- 緑の黙示録（岡崎二郎）3月号 - 2003年2月号 ※シリーズ連載
- くまがゆく（あたまん）3月号 - 2004年3月号
- THE END（真鍋昌平）4月号 - 2002年11月号
- てんでフリーズ!（ISUTOSHI）6月号 - 2004年5月号
- アベノ橋魔法☆商店街（鶴田謙二/GAINAX）9月号 - 2003年2月号
- STONe（ヒロモト森一）11月号 - 2002年8月号
- るくるく（あさりよしとお）12月号 - 2009年5月号

2002年-
- 空談師（篠房六郎）3月号 - 2003年7月号
- 蔵野夫人（一条裕子）5月号 - 2003年2月号
- げんしけん（木尾士目）6月号 - 2006年7月号
- 悪1013（小川雅史）8月号 - 2003年6月号
- ムーン・ロスト（星野之宣）11月号 - 2004年6月号
- 爆音列島（髙橋ツトム）12月号 - 2013年1月号
- リトル・フォレスト（五十嵐大介）12月号 - 2005年7月号

2003年-
- 蟲師（漆原友紀）2月号 - 2008年10月号 ※『アフタヌーンシーズン増刊』より移籍、隔月連載、2014年1月号 - 2月号に「特別篇『日蝕む翳』」掲載
- ヒストリエ（岩明均）3月号 - ※2013年10月号より隔月連載明記
- もっけ（熊倉隆敏）3月号-2009年7月号 ※『アフタヌーンシーズン増刊』より移籍、隔月連載
- 愛読者ボイス選手権 特別版（カラスヤサトシ）3月号 - 2010年2月号 ※欄外などに掲載
- SHADOW SKILL（岡田芽武）4月号 - 2006年2月号(一時休載)、2009年9月号 - 2014年5月号 ※事実上、不定期連載
- ななはん〜七屋ちょこっと繁盛記〜（ももせたまみ）4月号 - 2007年11月号 ※『アフタヌーンシーズン増刊』より移籍
- ラブやん（田丸浩史）4月号 - 2015年7月号 ※『アフタヌーンシーズン増刊』より移籍
- ACONY（冬目景）5月号 - 2004年8月号(一時休載)、2008年9月号 - 2010年9月号
- ラブロマ（とよ田みのる）5月号 - 2005年12月号
- TOKKO 特公（藤沢とおる）6月号 - 2004年4月号
- Kiss girl（上田宏則）7月号 - 9月号
- ダンダラ（赤名修）8月号 - 12月号
- マゴロボ（トミイマサコ）9月号 - 2004年5月号
- 犬姫様（二宮ひかる）10月号 - 2004年4月号
- おおきく振りかぶって（ひぐちアサ）11月号 - 2011年2月号(一時休載)、2012年1月号 - 2016年10月号(一時休載)、2017年9月号 -

2004年-
- ラヂオヘッド（内藤曜ノ介）1月号 - 12月号
- 俺と悪魔のブルーズ（平本アキラ）2月号 - 2008年4月号 ※未完のまま連載中断、『ヤングマガジンサード』へ移籍
- カラプリ（麻宮騎亜）2月号 - 9月号
- プ〜ねこ（北道正幸）2月号-
- くまがくる（あたまん）2月号 - 2005年10月号
- ほしのこえ（佐原ミズ/新海誠）4月号 - 2005年2月号
- しおんの王（安藤慈朗/かとりまさる）5月号 - 2008年6月号
- 神社のススメ（田中ユキ）6月号 - 2006年8月号
- アキバ署!（瀬尾浩史）7月号 - 2006年11月号 ※隔月連載
- リンガフランカ（滝沢麻耶）8月号 - 12月号
- リトル・ジャンパー（高田裕三）9月号 - 2008年10月号
- GUNSMITH CATS BURST（園田健一）9月号 - 2008年11月号
- アンダーカレント（豊田徹也）10月号 - 2005年10月号
- ぺし（風呂前有）11月号 - 2007年12月号

2005年-
- すずめすずなり（秋山はる）1月号 - 2006年6月号
- 愛読者ボイス選手権 超拡大版（カラスヤサトシ）3月号 - 2010年2月号
- 臨死!!江古田ちゃん（瀧波ユカリ）4月号 - 2014年9月号
- 終戦のローレライ（虎哉孝征/長崎尚志/福井晴敏）4月号 - 2007年11月号
- ミシ（黒田硫黄）4月号 - 9月号
- 巌窟王（前田真宏/有原由良）5月号 - 2006年11月号、2008年5月号に完結編
- ハツカネズミの時間（冬目景）7月号 - 2008年4月号 ※『モーニング』より移籍
- ガガガガ（山下ゆたか）8月号 - 2007年11月号 ※『週刊ヤングマガジン』より移籍、『Michao』携帯配信へ移行
- 世界の孫（SABE）10月号 - 2008年3月号
- 宙のまにまに（柏原麻実）11月号 - 2011年8月号 ※2011年9月号に番外編となる「青春の光（マボロシ）編」掲載
- 3年G組長州先生（真右衛門）11月号 - 2006年1月号

2006年-
- ヴィンランド・サガ（幸村誠）2月号 - 2025年9月号[10] ※『週刊少年マガジン』より移籍
- 雲のむこう、約束の場所（佐原ミズ/新海誠）2月号 - 10月号
- G組のG 猛将伝（真右衛門）2月号 - 7月号
- 謎の彼女X（植芝理一）5月号 - 2014年11月号
- ナチュン（都留泰作）8月号 - 2010年4月号
- あたらしい朝（黒田硫黄）9月号 - 2010年12月号 ※実質的に不定期連載
- パノラマデリュージョン（小原愼司）10月号 - 2008年3月号
- くじびき♥アンバランス（小梅けいと/木尾士目）11月号 - 2008年2月号
- 呪街（惣本蒼）12月号 - 2010年1月号 ※隔月連載

2007年-
- ミミア姫（田中ユタカ）1月号 - 2009年5月号
- 巨娘（木村紺）1月号 - 9月号 ※隔月連載。アフタヌーン増刊号『good!アフタヌーン』(2008年11月創刊)にて再開。
- 大江戸ロケット（浜名海/中島かずき）4月号 - 2009年9月号
- ザリガニ課長（そにしけんじ）5月号 - 2010年5月号
- 吉田家のちすじ（中島守男）5月号 - 2010年11月号
- チノミ（吉永龍太）6月号 - 2008年8月号
- 元祖ユルヴァちゃん（西本英雄）6月号 - 2010年11月号
- みんなのきせき（内藤曜ノ介）7月号 - 2008年3月号
- 学園夢探偵 獏（鹿島麻耶）8月号 - 0月号
- カブのイサキ（芦奈野ひとし）8月号 - 2013年1月号 ※当初不定期掲載、2008年4月号より隔月連載、2010年4月号より連載。
- ファンシーGUYきゃとらん（くぼたまこと）11月号 - 2010年2月号
- ヴァムピール（樹なつみ）12月号 - 2010年4月号

2008年-
- スピリット魂（秋本こうじ）1月号 - 2009年11月号
- トライアルライド（小林知恵子/魚住青時）1月号 - -2009年7月号 ※2009年8月号に作画担当の小林の出産報告と休載が告知され、2011年6月号に「特別編」掲載と『good!アフタヌーン』16号からの連載再開が発表された。
- オクターヴ（秋山はる）3月号 - 2011年2月号
- FLIP-FLAP（とよ田みのる）3月号 - 6月号
- 百舌谷さん逆上する（篠房六郎）3月号 - 2013年9月号
- からん（木村紺）5月号 - 2011年6月号
- 珈琲時間（豊田徹也）7月号 - 2009年12月号
- ぢごぷり（木尾士目）7月号 - 2010年8月号
- ハックス!（今井哲也）7月号 - 2010年6月号
- もえタイ（杉基イクラ）7月号 - 9月号
- ベントラーベントラー（野村亮馬）8月号 - 2010年5月号 ※第2回は11月号、以降連載
- 火曜午後9時（岡戸達也）9月号 - 11月号 ※「DoLL」「夏をおぼえる」との 3作同時連載開始。
- DoLL（岡戸達也）9月号 - 2009年10月号
- 夏をおぼえる（岡戸達也）9月号 - 12月号
- 世界に羽ばたけ轟先生!（神原則夫）11月号 - 2010年1月号

2009年-
- アストライアの天秤（小川悦司/竹内一郎） ※1月号に『さばき、さばかれ、アストライアの天秤』の題名で掲載、以降2011年6月号まで不定期連載。
- ZOMBIEMEN（岡エリ/樹崎聖）1月号 - 3月号 ※シリーズ連載
- バーサス!（和田依子）2月号 - 5月号
- ウタマロ 紅蓮の女（永井豪）2月号 - 2010年5月号 ※シリーズ連載
- コス丸くん（猪熊あき代）2月号 - 4月号
- 友達100人できるかな（とよ田みのる）3月号 - 2011年4月号
- いもうとデイズ（田中ユキ）3月号 - 2011年4月号
- 菱川さんと猫 -ゲバラシリーズ-（萩尾望都/田中アコ）5月号 - 2010年10月号 ※シリーズ連載
- 薬師寺涼子の怪奇事件簿（垣野内成美/田中芳樹）5月号 - 2013年11月号 ※『月刊マガジンZ』より移籍。エピソード毎の集中連載方式。
- 武士道シックスティーン（安藤慈朗/誉田哲也）5月号 - 2010年12月号
- シドニアの騎士（弐瓶勉）6月号 - 2015年11月号[11]
- 少年式少女（和田依子）10月号 - 2010年12月号
- 雪月記（猪熊しのぶ/山上旅路）11月号 - 2011年2月号

### 2010年代 -
2010年-
- 水域（漆原友紀）1月号 - 12月号
- BUTTER!!!（ヤマシタトモコ）2月号 - 2013年4月号
- アフタ寺問答201x 特別版、アフタ寺問答201x 超拡大版（カラスヤサトシ）共に3月号 - 2013年2月号 ※欄外などに掲載
- 雑草女（朝基まさし/山田隆道）4月号 - 2011年11月号
- 弾丸ティアドロップ（稲見独楽）5月号 - 2011年5月号
- 018（宮川輝）6月号 - 2011年1月号
- 秒速5センチメートル（清家雪子/新海誠）7月号 - 2011年5月号
- ブレット・ザ・ウィザード（園田健一）9月号 - 2013年2月号
- 闘え!! 父さんチョップ（そにしけんじ）9月号 - 2011年9月号
- ネクログ（熊倉隆敏）11月号 - 2012年12月号
- げんしけん 二代目（木尾士目）12月号 - 2016年10月号
- 侍父（錦ソクラ）12月号 - 2012年4月号

2011年-
- ぼくらのよあけ（今井哲也）3月号 - 12月号
- じゃりテン（赤井吟行）4月号 - 2012年4月号
- イコン（田中一行）5月号 - 2012年1月号
- 天地明察（槇えびし/冲方丁）6月号 - 2015年12月号
- 幼軍隊（おさなぐんたい）（松本勇祐）8月号 - 2012年12月号
- 今日のユイコさん（秀河憲伸）11月号 - 2015年6月号
- 零崎双識（ゼロサキソウシキ）の人間試験（シオミヤイルカ/西尾維新）11月号 - 2013年8月号 ※2013年10月号に外伝掲載
- 冒険エレキテ島（鶴田謙二）11月号 - 2017年12月号 ※不定期掲載、『漫画BOX AMASIA』より移籍
- APPLESEED XIII（宮川輝/士郎正宗・青心社・「アップルシード XIII」製作委員会）12月号 - 2013年6月号
- はじまりのはるシリーズ（端野洋子）12月号 - ※12月号『はじまりのはる』、2012年9月号『はじまりのはる2 故郷』読切掲載を経て、2013年8月号-12月号に『はじまりのはる3 チェーンソー・ラプソディー』を、2016年1月号-5月号に『ハッピーエンド?』を連載

2012年-
- 勇者ヴォグ・ランバ（庄司創）1月号 - 2013年3月号
- 山口とう子が取り調べます。（中島守男）1月号 - 2013年6月号
- まじめな時間（清家雪子）2月号 - 10月号
- 天の血脈（安彦良和）3月号 - 2016年11月号
- リマスターズ!（みやざき明日香）3月号 - 2013年3月号
- こたつやみかん（秋山はる）5月号 - 2014年6月号 ※5月号 - 6月号前後編掲載を経て、2013年2月号より連載化
- カラー連載 GON-ゴン-（田中政志）5月号 - 2013年4月号 ※少ページのカラーイラスト。その後、2013年11月号にモノクロ・通常のコマ割り漫画形式の読切を掲載。
- 午後のお花屋さん（友沢マサオ）8月号 - 2013年2月号
- 宝石の国（市川春子）12月号 - 2024年6月号

2013年-
- たくのこ（花輪園人）1月号 - 6月号
- アメゾ・ザ・ボイスはカラスヤサトシのもの、アフタヌーンはカラスヤサトシのもの（カラスヤサトシ）共に3月号 - 2016年6月号 ※欄外などに掲載
- 遠い食卓（イシダナオキ）3月号 - 2015年6月号 ※不定期掲載、2015年9月号に特別編掲載
- ネメシスの杖（朱戸アオ）3月号 - 2013年8月号
- 思春期シンドローム（赤星トモ）4月号 - 2015年4月号
- タナトスの使者（赤名修/吉田穣）4月号 - 2014年11月号
- ほしにねがいを（中川貴賀）4月号 - 7月号
- 神様がうそをつく。（尾崎かおり）5月号 - 9月号
- 言の葉の庭（本橋翠/新海誠）6月号 - 12月号
- ミズサキマキ 水惑星再開発推進機構（吉本ゆーすけ）6月号 - 2014年3月号
- さわれぬ神にたたりなし（閂夜明）7月号 - 2015年4月号
- ベムハンター・ソード（星野之宣）7月号 - 2015年2月号 ※不定期連載、『モーニング』より移籍。
- マージナル・オペレーション（キムラダイスケ/芝村裕吏・星海社FICTIONS『マージナル・オペレーション』より（星海社刊））7月号 - 2021年3月号
- キヌ六（野村亮馬）8月号 - 2014年7月号
- 芸能すまいる日和（十野七）8月号 - 2014年7月号
- スパイの家（雨松/真刈信二）9月号 - 2015年10月号
- 風姿十二花（冬目ケイ＋若緒）9月号 - 2014年8月号 ※ポスターイラスト
- 星のポン子と豆腐屋れい子（トニーたけざき/小原愼司）10月号 - 12月号
- 月に吠えらんねえ（清家雪子）11月号 - 2019年9月号

2014年-
- コトノバドライブ（芦奈野ひとし）3月号 - 2017年3月号
- 白馬のお嫁さん（庄司創）5月号 - 2016年7月号
- マイボーイ（木村紺）5月号 - 2016年2月号
- 螺旋じかけの海（永田礼路）5月号 - 2016年12月号 ※シリーズ連載
- アンダー3（榎本俊二）6月号 -
- パラダイスレジデンス（藤島康介）7月号 - 2016年3月号 ※『good!アフタヌーン』より移籍。
- マルさんのスナック（シオミヤイルカ）7月号 - 2015年4月号 ※2015年7月号に「番外編」掲載
- フラジャイル 病理医岸京一郎の所見（恵三朗/草水 敏）8月号 -
- 波よ聞いてくれ（沙村広明）9月号 -
- 零崎軋識（ゼロサキキシシキ）の人間ノック（チョモラン/西尾維新）10月号 - 2016年11月号
- 花井沢町公民館便り（ヤマシタトモコ）10月号 - 2016年8月号

2015年-
- あさはかな夢みし（瀧波ユカリ）1月号 - 2017年3月号
- 葬送のリミット（篠房六郎）5月号 - 2016年10月号
- ディザインズ（五十嵐大介）6月号 - 2019年5月号 ※隔月連載
- そろそろ家の話をしましょう。（西本英雄）7月号 - 2016年6月号
- カナリアたちの舟（高松美咲）8月号 - 2016年1月号 ※短期集中連載
- BLACK-BOX（髙橋ツトム）8月号 - 2019年5月号
- Vet's Egg（ほづみりや）9月号 - 2017年3月号 ※2014年10月号読切掲載作品の連載化
- 少女回路（横山キムチ）11月号[11] - 2018年2月号

2016年-
- ぼくは愛を証明しようと思う。（井雲くす/藤沢数希）1月号 - 2018年4月号
- 発症区（いとまん）3月号 - 2017年10月号
- 彼女と彼女の猫（山口つばさ/新海誠）4月号 - 7月号
- インハンド 紐倉博士とまじめな右腕（朱戸アオ）5月号 - 7月号 ※短期集中連載
- 探偵プロビデンス 迷宮事件解明録（外木寸）6月号 - 9月号 ※シリーズ連載
- トップウGP（藤島康介）7月号 -
- 小さな恋のやおよろず（千真）7月号 - -2019年1月号
- ライフ2 ギバーテイカー（すえのぶけいこ）8月号 - 2018年12月号
- 球場三食（渡辺保裕）8月号 - 2018年3月号
- あやつき（寺田亜太朗）9月号 - 2017年11月号
- 聖域コンシェルジュ（鈴木ミニラ）9月号 - 2017年10月号
- ソフトメタルヴァンパイア（遠藤浩輝）10月号 - 2019年2月号
- あしあと探偵（園田ゆり）11月号 - 2017年10月号
- 春と盆暗（熊倉献）11月号 - 2017年2月号
- 僕のクラスの織田君は（秋津そたか）11月号 - 2017年6月号
- 大上さん、だだ漏れです。（吉田丸悠）12月号 - 2020年1月号

2017年-
- あたりのキッチン!（白乃雪）1月号 - 2018年11月号
- 青野くんに触りたいから死にたい（椎名うみ）2月号 -
- ミコさんは腑に落ちない（イツ家朗）2月号 - 2018年1月号
- イサック（DOUBLE-S/真刈信二）3月号 - 2025年6月号[12]
- もう、しませんから。 〜アフタヌーン激流編〜（西本英雄）3月号 - 2020年2月号
- シンギュラリティは雲をつかむ（園田俊樹）4月号 - 2018年6月号
- 魃鬼（下川咲）5月号 - 2018年4月号
- 我らコンタクティ（森田るい）5月号 - 11月号
- バギーウィップ（大野すぐる）6月号 - 2018年9月号
- 大蜘蛛ちゃんフラッシュ・バック（植芝理一）7月号 - 2020年8月号
- ブルーピリオド（山口つばさ）8月号 -
- しったかブリリア（珈琲）9月号 - 2018年7月号
- 来世は他人がいい（小西明日翔）10月号 -
- 金のひつじ（尾崎かおり）11月号 - 2019年4月号
- 恋の罪 -エルネスティナ-（如月芳規）12月号 - 2019年9月号
- ダレカノセカイ（三都慎司）12月号 - 2018年12月号

2018年-
- 全生物に告ぐ（オオヒラ航多）1月号 - 2019年1月号
- 天国大魔境（石黒正数）3月号 -
- 帰ってきたカラスヤサトシ（カラスヤサトシ）3月号 -
- はしっこアンサンブル（木尾士目）4月号 - 2022年3月号
- 猫が西向きゃ（漆原友紀）6月号 - 2021年2月号 ※隔月連載
- 概念ドロボウ（田中一行）8月号 - 2019年9月号
- スキップとローファー（高松美咲）10月号 -
- 乾と巽 -ザバイカル戦記-（安彦良和）11月号 - 2024年7月号
- おあいにくさま!（近由子）12月号 - 2019年9月号

2019年-
- ああっ就活の女神さまっ（青木U平/よしづきくみち/藤島康介）3月号 - 2021年12月号
- ワンダンス（珈琲）3月号 -
- 無限の住人 〜幕末ノ章〜（滝川廉治/陶延リュウ/沙村広明）7月号 - 2024年7月号
- HUMAN LOST 人間失格（髙城隆介/MAGNET・スロウカーブ/太宰治）8月号 - 2019年12月号 ※短期集中連載
- 天気の子（窪田航/新海誠）9月号 - 2020年10月号
- 十角館の殺人（清原紘/綾辻行人）10月号 - 2022年6月号

### 2020年代 -
2020年-
- 友達として大好き（ゆうち巳くみ）3月号 - 2021年7月号
- もう、しませんから。 〜青雲立志編〜（西本英雄）3月号 - 2023年11月号
- メダリスト（つるまいかだ）7月号 -
- ダーウィン事変（うめざわしゅん）8月号 -
- スポットライト（三浦風）9月号 - 2021年9月号

2021年-
- Q、恋ってなんですか？（Fiok Lee）6月号 - 2022年4月号
- 魔王の帰還（嵐山のり/一穂ミチ）6月号 - 9月号
- アイの歌声を聴かせて（前田めぐむ/吉浦康裕）8月号 - 2022年9月号
- ビターエンドロール（佐倉旬）8月号 - 2022年12月号
- 天狗の台所（田中相）11月号 -

2022年-
- ヘルハウンド（皆川亮二）8月号 -
- カオスゲーム（山嵜大輝）9月号 - 2024年8月号
- 民俗学者 赤坂弥一郎の事件簿（芳崎せいむ/リチャード・ウー）10月号 - 2023年5月号
- medium 霊媒探偵城塚翡翠（清原紘/相沢沙呼）11月号 - 2023年11月号
- すずめの戸締まり（甘島伝記/新海誠）12月号 - 2024年2月号

2023年-
- 最果てのセレナード（ひの宙子）1月号 - 2025年3月号
- クオーツの王国（BOMHAT）2月号 - 2025年3月号 ※第1部完[13]
- 地獄のアシタ（ゆうち巳くみ）4月号 - 2024年6月号
- 冥冥冥色聖域（セキアユム）4月号 - 2025年2月号
- 7人の眠り姫（FiokLee）5月号 -
- 山田君のざわめく時間（中丸雄一）8月号 - 2024年1月号 ※短期集中連載[14]
- ミライライフライ（雨田青）12月号 -

2024年-
- どくだみの花咲くころ（城戸志保）1月号 -
- フルカラ〜スヤサトシ（カラスヤサトシ）3月号 -
- OMORI（OMOCAT/此糸縫）8月号 -
- レーエンデ国物語（多崎礼/薄雲ねず）12月号 -

2025年-
- もやしもん＋（石川雅之）1月号 -
- ザハの恋（嵐山のり）2月号 -
- KRAKEN MARE（IZU/HAGANE/原正人）4月号 -
- 水平線のネラ（漆原友紀）4月号 - ※不定期連載[15]
- あさやけリフレイン（まつだひかり）5月号[16] -
- ディグイット（ヨシダ。）6月号[17] -
- マンガラバー（文村公）6月号[17] -
- モジポニカ！（安藤正基）7月号[18] -
- 新月の盤に（みやびあきの）9月号[10] -

## 漫画賞受賞作品
- 寄生獣（岩明均） - 第17回講談社漫画賞一般部門（1993年）、第27回星雲賞コミック部門（1996年）
- あっかんべェ一休（坂口尚） - 第25回日本漫画家協会賞優秀賞（1995年）
- 無限の住人（沙村広明） - 第1回文化庁メディア芸術祭マンガ部門優秀賞（1997年）
- 越後荒川堂夜話（石坂和道） - 第29回日本漫画家協会賞優秀賞（2000年）
- 神戸在住（木村紺） - 第31回日本漫画家協会賞新人賞（2002年）
- 黄色い本（高野文子） - 第7回手塚治虫文化賞マンガ大賞（2003年）
- 蟲師（漆原友紀） - 第7回文化庁メディア芸術祭マンガ部門優秀賞（2003年）、第30回講談社漫画賞一般部門（2006年）
- おおきく振りかぶって（ひぐちアサ） - 第10回手塚治虫文化賞新生賞（2006年）、第31回講談社漫画賞一般部門（2007年）
- ヨコハマ買い出し紀行（芦奈野ひとし） - 第38回星雲賞コミック部門（2007年）
- ああっ女神さまっ（藤島康介） - 第33回講談社漫画賞一般部門（2009年）
- 虫と歌 市川春子作品集（市川春子） -第14回手塚治虫文化賞新生賞 （2010年）
- ヒストリエ（岩明均）-第14回文化庁メディア芸術祭マンガ部門優秀賞（2010年）、第16回手塚治虫文化賞マンガ大賞（2012年）
- 我らコンタクティ（森田るい）-マンガ大賞2018　第2位 (2018年)
- 天国大魔境（石黒正数）-このマンガがすごい!2019　第1位（2018年）
- フラジャイル 病理医岸京一郎の所見 (原作：草水敏・漫画：恵三朗)-第42回講談社漫画賞一般部門（2018年)

## 他メディア展開作品

### アニメ
| 作品                 | 放送年                  | アニメーション制作                    | 備考                                         |
| -------------------- | ----------------------- | ------------------------------------- | -------------------------------------------- |
| なるたる             | 2003年                  | プラネット                            |                                              |
| 勇午                 | 2004年                  | G&G（パキスタン編）                   |                                              |
| 勇午                 | 2004年                  | アートランド（ロシア編）              |                                              |
| げんしけん           | 2004年（第1期）         | パルムスタジオ                        |                                              |
| げんしけん           | 2007年（第2期）         | アームス                              |                                              |
| げんしけん           | 2013年（二代目）        | Production I.G                        |                                              |
| ああっ女神さまっ     | 2005年（第1期）         | AIC                                   |                                              |
| ああっ女神さまっ     | 2006年（第2期）         | AIC                                   |                                              |
| 蟲師                 | 2005年（第1期）         | ART LAND                              |                                              |
| 蟲師                 | 2014年（特別編、第2期） | ART LAND                              |                                              |
| TOKKO 特公           | 2006年                  | グループ・タック AICスピリッツ        |                                              |
| 夢使い               | 2006年                  | マッドハウス                          |                                              |
| おおきく振りかぶって | 2007年（第1期）         | A-1 Pictures                          |                                              |
| おおきく振りかぶって | 2010年（第2期）         | A-1 Pictures                          |                                              |
| もっけ               | 2007年                  | マッドハウス 手塚プロダクション       |                                              |
| しおんの王           | 2007年                  | スタジオディーン                      |                                              |
| 無限の住人           | 2008年                  | ビィートレイン                        |                                              |
| 宙のまにまに         | 2009年                  | スタジオコメット                      |                                              |
| 臨死!!江古田ちゃん   | 2011年（第1作）         | DLE                                   | ユルアニ?内 『元気!!江古田ちゃん』として放送 |
| 臨死!!江古田ちゃん   | 2019年（第2作）         | オムニバス形式                        |                                              |
| 謎の彼女X            | 2012年                  | フッズエンタテインメント              |                                              |
| シドニアの騎士       | 2014年（第1期）         | ポリゴン・ピクチュアズ                |                                              |
| シドニアの騎士       | 2015年（第2期）         | ポリゴン・ピクチュアズ                |                                              |
| 寄生獣               | 2014年                  | マッドハウス                          |                                              |
| 宝石の国             | 2017年                  | オレンジ                              |                                              |
| ヴィンランド・サガ   | 2019年（第1期）         | WIT STUDIO                            |                                              |
| ヴィンランド・サガ   | 2023年（第2期）         | MAPPA                                 |                                              |
| 波よ聞いてくれ       | 2020年                  | サンライズ                            |                                              |
| ブルーピリオド       | 2021年                  | Seven Arcs                            |                                              |
| 天国大魔境           | 2023年                  | Production I.G                        |                                              |
| スキップとローファー | 2023年（第1期）         | P.A.WORKS                             |                                              |
| スキップとローファー | 未公表（第2期）         | P.A.WORKS                             |                                              |
| 来世は他人がいい     | 2024年                  | スタジオディーン                      |                                              |
| メダリスト           | 2025年（第1期）         | ENGI                                  |                                              |
| メダリスト           | 未公表（第2期）         | 未公表                                |                                              |
| ワンダンス           | 2025年                  | マッドハウス サイクロングラフィックス | マガジンポケットでも連載                     |
| ダーウィン事変       | 2026年                  | ベルノックスフィルムズ                |                                              |

| 作品             | 公開年 | 監督       | アニメーション制作     | 備考 |
| ---------------- | ------ | ---------- | ---------------------- | ---- |
| ああっ女神さまっ | 2000年 | 合田浩章   | AIC                    |      |
| 茄子             | 2003年 | 高坂希太郎 | マッドハウス           |      |
| BLAME!           | 2017年 | 瀬下寛之   | ポリゴン・ピクチュアズ |      |
| ぼくらのよあけ   | 2022年 | 黒川智之   | ゼロジー               |      |

| 作品                 | 発売年                 | アニメーション制作                   | 備考                                     |
| -------------------- | ---------------------- | ------------------------------------ | ---------------------------------------- |
| Spirit of Wonder     | 1992年-2004年          | 亜細亜堂                             |                                          |
| ああっ女神さまっ     | 1993年-1994年          | AIC                                  |                                          |
| コンパイラ           | 1994年-1995年          | アニメイトフィルム（陰の章、陽の章） |                                          |
| コンパイラ           | 1994年-1995年          | スタジオファンタジア（FESTA）        |                                          |
| ガンスミスキャッツ   | 1995年-1996年          | OLM                                  |                                          |
| ヨコハマ買い出し紀行 | 1998年（第1期）        | 亜細亜堂                             |                                          |
| ヨコハマ買い出し紀行 | 2002年-2003年（第2期） | 亜細亜堂                             |                                          |
| BLAME!               | 2003年                 | グループ・タック                     |                                          |
| げんしけん           | 2006年-2007年          | 亜細亜堂                             | 『くじびき♥アンバランス』DVDボックス同梱 |
| 茄子                 | 2007年                 | マッドハウス                         |                                          |

| 作品       | 配信年        | アニメーション制作 | 備考 |
| ---------- | ------------- | ------------------ | ---- |
| 無限の住人 | 2019年-2020年 | ライデンフィルム   |      |

### ドラマ
| 作品                              | 放送年 | 制作                       | 備考 |
| --------------------------------- | ------ | -------------------------- | ---- |
| 僕はムコ養子                      | 1990年 | [TBS                       |      |
| 臨死!!江古田ちゃん                | 2011年 | 日テレアックスオン（協力） |      |
| 神戸在住                          | 2015年 | サンテレビ                 |      |
| フラジャイル 病理医岸京一郎の所見 | 2016年 | フジテレビ                 |      |
| 青野くんに触りたいから死にたい    | 2022年 | WOWOW ソケット             |      |
| ライフ2 ギバーテイカー            | 2023年 | テレパック（協力）         |      |
| 天狗の台所                        | 2023年 | ラインバック               |      |
| あたりのキッチン!                 | 2023年 | 東海テレビ                 |      |
| 波よ聞いてくれ                    | 2023年 | テレビ朝日                 |      |

| 作品                    | 配信年 | 制作                    | 備考 |
| ----------------------- | ------ | ----------------------- | ---- |
| 寄生獣（Web韓国ドラマ） | 2024年 | Climax Studio WOW POINT |      |

### 実写映画
| 作品               | 公開年                      | 配給                          | 備考 |
| ------------------ | --------------------------- | ----------------------------- | ---- |
| 蟲師（映画）       | 2007年                      | ショウゲート                  |      |
| スマグラー         | 2011年                      | ワーナー・ブラザース映画      |      |
| リトル・フォレスト | 2014年 - 2015年（国内映画） | 松竹メディア事業部            |      |
| リトル・フォレスト | 2018年（韓国映画）          | メガボックス クロックワークス |      |
| 寄生獣（映画）     | 2014年-2015年（2部構成）    | 東宝                          |      |
| 神戸在住           | 2015年                      | アイエス・フィールド          |      |
| 無限の住人         | 2017年                      | ワーナー・ブラザース映画      |      |
| アンダーカレント   | 2023年                      | KADOKAWA                      |      |
| ブルーピリオド     | 2024年                      | ワーナー・ブラザース映画      |      |

### ドラマCD
- ああっ女神さまっ（藤島康介） - 1991年
- ヨコハマ買い出し紀行（芦奈野ひとし） - 1996年 - 2002年
- ディスコミュニケーション（植芝理一） - 1996年
- カームブレイカー（岩瀬昌嗣）- 1997年
- 岸和田博士の科学的愛情（トニーたけざき） - 1997年 - 1998年
- 反町君には彼女がいない（有川祐） -
- げんしけん（木尾士目） - 2006年（特装単行本付録）

### ラジオドラマ
- 臨死!!江古田ちゃん（瀧波ユカリ） - 2009年（オールナイトニッポンモバイルにて配信）

### 小説
- 勇午（赤名修、真刈信二） - 『勇午―交渉人 in ロシア&インディア』（真刈信二著、1999年、講談社アフタヌーンノベルス）
- 地雷震（髙橋ツトム） - 『D.O.A 地雷震』（新田隆男著、2000年、講談社ノベルス）
- ああっ女神さまっ（藤島康介） - 『ああっ女神さまっ 初終-First End-』（冬馬由美著、2006年、講談社アフタヌーンノベルス）
- 蟲師（漆原友紀） - 『小説 蟲師』（辻井南青紀著、2007年、講談社KCノベルス）※映画版のノベライズ
- 夢使い（植芝理一） - 『小説・夢使い』（小林靖子著、2007年、講談社KCノベルス）
- げんしけん（木尾士目） - 『小説 げんしけん』（飯田和敏著、2008年、講談社KCノベルス）
- 無限の住人（沙村広明） - 『無限の住人 忍獣異聞』（大迫純一著、2008年、講談社KCノベルス）
- ヨコハマ買い出し紀行（芦奈野ひとし） - 『小説ヨコハマ買い出し紀行 -見て、歩き、よろこぶ者-』（香月照葉著、2008年、講談社KCノベルス）

### メディアミックス作品
- アベノ橋魔法☆商店街（鶴田謙二、GAINAX）
- ほしのこえ（佐原ミズ、新海誠）
- 終戦のローレライ（虎哉孝征、長崎尚志、福井晴敏）
- 巌窟王（前田真宏、有原由良）
- 雲のむこう、約束の場所（佐原ミズ、新海誠）
- くじびき♥アンバランス（小梅けいと、木尾士目）
- 大江戸ロケット（浜名海、中島かずき）
- 秒速5センチメートル（清家雪子、新海誠）
- APPLESEED XIII（宮川輝、士郎正宗／青心社・「アップルシード XIII」製作委員会）

## 発行部数
発行部数（2008年4月以前）
- 2004年（2003年9月 - 2004年8月）：144,583部[19]
- 2005年（2004年9月 - 2005年8月）：133,834部[19]
- 2006年（2005年9月 - 2006年8月）：127,417部[19]
- 2007年（2006年9月 - 2007年8月）：119,666部[19]
- 2008年（2007年10月 - 2008年9月）：115,000部[19]

|        | 1〜3月     | 4〜6月     | 7〜9月     | 10〜12月   |
| ------ | ---------- | ---------- | ---------- | ---------- |
| 2008年 |            | 114,000 部 | 114,334 部 | 117,667 部 |
| 2009年 | 112,667 部 | 106,334 部 | 105,000 部 | 105,000 部 |
| 2010年 | 104,334 部 | 102,000 部 | 100,000 部 | 100,000 部 |
| 2011年 | 98,000 部  | 95,000 部  | 91,667 部  | 91,667 部  |
| 2012年 | 90,000 部  | 89,000 部  | 87,000 部  | 87,000 部  |
| 2013年 | 87,000 部  | 85,000 部  | 85,000 部  | 87,000 部  |
| 2014年 | 85,000 部  | 85,000 部  | 84,500 部  | 83,367 部  |
| 2015年 | 75,607 部  | 75,310 部  | 74,444 部  | 74,110 部  |
| 2016年 | 73,843 部  | 72,310 部  | 69,310 部  | 65,000 部  |
| 2017年 | 65,000 部  | 65,000 部  | 63,000 部  | 63,000 部  |
| 2018年 | 62,333 部  | 60,333 部  | 53,333 部  | 51,000 部  |
| 2019年 | 49,000 部  | 44,167 部  | 42,700 部  | 41,500 部  |
| 2020年 | 37,800 部  | 34,267 部  | 33,380 部  | 32,000 部  |
| 2021年 | 30,467 部  | 30,200 部  | 29,333 部  | 28,333 部  |
| 2022年 | 27,000 部  | 26,500 部  | 26,333 部  | 25,633 部  |
| 2023年 | 24,733 部  | 26,633 部  | 27,700 部  | 25,200 部  |
| 2024年 | 23,667 部  | 22,800 部  | 22,800 部  | 22,800 部  |
| 2025年 | 22,800 部  | 22,800 部  |            |            |

## アフタヌーンKC
アフタヌーンKCは、『月刊アフタヌーン』に掲載された作品を主に収録する漫画単行本レーベル。1987年5月18日創刊、新刊は毎月23日頃発売。
『幸福大通り』（水谷龍二、内山まもる）、『Let it be!』（たかもちげん）が最初に発行された。
コード番号は、アフタヌーンKC○○という形で表記され、背表紙上部や奥付などに載せられる。創刊時にKC1で始まるタイプとKC1001から始まるタイプの二種類が用意され、それぞれが発行順番で1,2,3…、1001,1002,1003…というように割り振られている。

### 関連レーベル
ワイドKCアフタヌーン
汎用レーベルワイドKCのアフタヌーン版。A5判の単行本。
アフタヌーンKCDX
汎用レーベルKCDX（KCデラックス）のアフタヌーン版。特装単行本。

### アフタヌーンKCまつり
KCまつりに参加している各書店で、サイン会やプレゼントが行われる。
- 開催期間：2010年1月22日 - 2010年3月末

#### Webラジオ
KCまつりに関連して、「アフタヌーンKCまつり」公式サイト上でWebラジオが配信された。全6回。
概要
- タイトル：井上喜久子のアフタヌーンラジオ
- 配信期間：2010年1月18日 - 2010年3月25日
- 番組冒頭にはラジオドラマ+静止画（コミックスからの抜粋）による「コラボムービー」を配信する。

パーソナリティ
- 井上喜久子（『ああっ女神さまっ』ベルダンディー役）
- 阿久津加菜

ゲスト
- 第1回（2010年1月18日配信）：代永翼
  - コラボムービー：『ああっ女神さまっ』、『おおきく振りかぶって』、『ハトのおよめさん』
    - 出演：井上喜久子（『ああっ女神さまっ』ベルダンディー役）、代永翼（『おおきく振りかぶって』三橋廉役）、阿久津加菜（『ハトのおよめさん』ハトのヨメ役）
- 第2回（2010年1月22日配信）：伊藤かな恵
  - コラボムービー：『地雷震』、『宙のまにまに』、『ハトのおよめさん』
    - 出演：井上喜久子（『地雷震』飯田響也役）、伊藤かな恵（『宙のまにまに』明野美星役）、阿久津加菜（『ハトのおよめさん』ブッコ役）
- 第3回（2010年2月6日配信）：生天目仁美
  - コラボムービー：『ああっ女神さまっ』、『薬師寺涼子の怪奇事件簿』、『百舌谷さん逆上する』
    - 出演：井上喜久子（『ああっ女神さまっ』ベルダンディー役）、生天目仁美（『薬師寺涼子の怪奇事件簿』薬師寺涼子役）、阿久津加菜（『百舌谷さん逆上する』百舌谷小音役）
- 第4回（2010年2月27日配信）：森谷里美、桑門そら、坂巻学
  - コラボムービー：『友達100人できるかな』、『ACONY』、『ラブやん』、『げんしけん』、『シドニアの騎士』、『爆音列島』、『いもうとデイズ』、『武士道シックスティーン』、『元祖ユルヴァちゃん』、『ぢごぷり』、『ヴァムピール』、『少年式少女』ほか
    - 出演：井上喜久子、阿久津加菜（『ACONY』アコニー役ほか）、森谷里美（『シドニアの騎士』科戸瀬イザナ役ほか）、桑門そら（『いもうとデイズ』菊村ディアナ役ほか）、坂巻学（『ラブやん』大森カズフサ役ほか）
- 第5回（2010年3月6日配信）：長沢美樹
  - コラボムービー：『臨死!!江古田ちゃん』、『プーねこ』、『ヒストリエ』
    - 出演：井上喜久子（『臨死!!江古田ちゃん』猛禽役ほか）、阿久津加菜（『プーねこ』書生くん役ほか）、長沢美樹（『臨死!!江古田ちゃん』江古田ちゃん役ほか）、吉田昌平（『月刊アフタヌーン』編集長、『臨死!!江古田ちゃん』ショークラブの客役ほか）
- 第6回（2010年3月25日配信）：関智一、吉田昌平（『月刊アフタヌーン』編集長）
  - コラボムービー：『無限の住人』、『謎の彼女X』、『ヴィンランド・サガ』、『ハトのおよめさん』
    - 出演：井上喜久子（『謎の彼女X』卜部美琴役ほか）、阿久津加菜（『ハトのおよめさん』ハトのヨメ役ほか）、関智一（『無限の住人』万次役）